# Alberto Ruiz-Gallardón
Alberto Ruiz-Gallardón Jiménez (Madrid, 11 de Dezembro de 1958) é um político espanhol. Está filiado ao Partido Popular e foi o alcaide de Madrid entre 2003 e 2011.